# Manuel Bosboom
Manuel Bosboom (24 januari 1963) is een Nederlandse schaker. In 1990 werd hem door de FIDE de titel Internationaal Meester (IM) toegekend.

## Schaakstijl
Bosboom is een schaakspeler die in het bijzonder erg sterk speelt in zogenaamde snelschaakpartijen, waarin de spelers hun partij moeten spelen met een korte bedenktijd van vijf minuten of minder. Zo won hij in Wijk aan Zee tijdens zo'n partij in 1999 van de toenmalige wereldkampioen Garri Kasparov.
Bosboom wordt gezien als een originele schaker die risico’s neemt. Schaker Lex Jongsma noemde hem ooit een "onverschrokken aanvalsspeler". De "Zaanse tovenaar" komt regelmatig met verrassende varianten op de proppen, en maakt van veel partijen een spektakel.
Thans speelt hij bij de schaakvereniging En Passant in Bunschoten.

## Enkele toernooien
- In 1984 won hij voor het eerst het Open Snelschaaktoernooi te Amstelveen, een toernooi dat hij in 2010 voor de 18e keer zou winnen.[6]
- In 2003 won hij het snelschaaktoernooi in Apeldoorn en ook een toernooi in het Belgische Geraardsbergen. In het open Lightningschaak toernooi eindigde Bosboom met 14.5 punt als tweede, Ronald Schmaltz werd ook met 14.5 punt eerste. Vervolgens speelde Bosboom in de halve finale van het Essent NK toernooi te Leeuwarden.
- In 2004 eindigde hij met Friso Nijboer op een gedeelde derde plaats in het ROC-Aventus open te Apeldoorn met 159 deelnemers.
- Op 19 februari 2005 eindigde hij op de tweede plaats in het open kampioenschap snelschaak van de Zaanstreek. Bruno Carlier werd eerste.
- Op 18 juni 2005 wonnen Bosboom, Artur Joesoepov en Daniël Stellwagen met 6 punten uit 7 ronden het rapidschaak kampioenschap van Apeldoorn.
- Op 25 juni 2005 werd in Spijkenisse het 5e Delta open verspeeld dat met 6 uit 7 gewonnen werd door Daniël Fridman. Op de tweede plaats eindigde Erik van den Doel met 5.5 punten terwijl Bosboom eveneens met 5.5 punten derde werd op grond van weerstandspunten.
- In 2007 nam hij in het Turkse Kemer met de vereniging Homburg Apeldoorn deel aan de European Club Cup.[7]
- In 2011 won hij het vijftiende OGD Rapidtoernooi, gehouden in Delft.[8]
- In 2012 won hij het zestiende OGD Rapidtoernooi.[9]
- In 2014 werd hij samen met Aran Köhler en Piet Peelen gedeeld eerste op het Kees Besselink c4-toernooi in Amsterdam.
- In 2019 deelde Bosboom de eerste plaats van het Open Nederlands Kampioenschap schaken in Dieren met de officiële winnaar Casper Schoppen.[10]